# Kyōko Fukada
Kyōko Fukada (深田 恭子?, Fukada Kyōko; Tokyo, 2 novembre 1982) è una cantante e attrice giapponese.

## Carriera
Kyōko Fukada debutta nel 1997 con un piccolo ruolo del drama giapponese Sore ga kotae da!. La popolarità ottenuta le permette di lavorare al cinema in Ring 2 del 1999, in School Day of the Dead del 2000 ed in Dolls del 2002. Nel 2009 partecipa al film Yattaman - Il film, adattamento cinematografico dell'anime Yattaman.
Soprannominata Fuka-kyon dai fans, Kyōko Fukada ha ottenuta notevole popolarità anche nella scena J-pop: ha infatti pubblicato ad oggi quattro album e numerosi singoli, alcuni dei quali realizzati con Yasuharu Konishi dei Pizzicato Five.

## Filmografia

### Cinema
- Shinjuku Boy Detectives, regia di Masafumi Fuchii (1998)
- Ring 2 (Ringu 2), regia di Hideo Nakata (1999)
- Requiem - Il festival dei morti, regia di Tetsuo Shinohara (2000)
- Dolls, regia di Takeshi Kitano (2002)
- Ashura no gotoku, regia di Yoshimitsu Morita (2003)
- Onmyoji 2, regia di Yôjirô Takita (2003)
- Kamikaze Girls, regia di Tetsuya Nakashima (2004)
- Tenshi, regia di Mayumi Miyasaka (2005)
- Inugami-ke no ichizoku, regia di Kon Ichikawa (2006)
- Yattaman - Il film (Yattâman), regia di Takashi Miike (2009)
- Ururu no mori no monogatari, regia di Makoto Naganuma (2009)
- Renai gikyoku: Watashi to koi ni ochitekudasai, regia di Shôji Kôkami (2010)
- Kochira Katsushika-ku Kameari kouenmae hashutsujo the Movie: Kachidokibashi o heisa seyo!, regia di Taisuke Kawamura e Yasuhiro Kawamura (2011)
- Sekando bâjin, regia di Hiroshi Kurosaki (2011)
- Yoake no machi de, regia di Setsurô Wakamatsu (2011)
- Sutekina kanashibari, regia di Kôki Mitani (2011)
- Wairudo 7, regia di Eiichirô Hasumi (2011)
- Rûmumeito, regia di Takeshi Furusawa (2013)
- Idainaru, Shurarabon, regia di Yutaka Mizuochi (2014)
- Chô kôsoku! Sankin kôtai, regia di Katsuhide Motoki (2014)
- Joker Game, regia di Yû Irie (2015)
- Chô kôsoku! Sankin kôtai ritânzu, regia di Katsuhide Motoki (2016)
- Soratobu taiya, regia di Katsuhide Motoki (2018)

### Televisione
- Soshite, tomodachi (2000)
- Tengoku ni ichiban chikai otoko special (2000)
- Yonimo kimyô na monogatari: Haru no tokubetsu hen, regia di Mamoru Hoshi, Takao Kinoshita, Keita Kôno, Masayuki Ochiai e Yûichi Satô (2001)
- Ikiru, regia di Meiji Fujita (2007)
- Aoi hitomi to nyuâju, regia di Toshiyuki Mizutani (2007)
- Kyô no Hi wa sayonara (2013)
- Kyabin atendanto keiji: Nyû Yôku satsujin jiken, regia di Kunihiro Nagase (2014)
- Tôi yakusoku - hoshi ni natta kodomotachi, regia di Nobuhiro Doi (2014)

### Serie TV
- Sore ga kotae da! (1997)
- Kamisama mousukoshi dake (1998)
- Oni no sumika (1999)
- To heart: koishite shinitai (1999)
- Strawberry on the Shortcake – serie TV, 10 episodi (2001)
- Fighting Girl – serie TV, 5 episodi (2001)
- Friends (2002)
- First Love – serie TV, 11 episodi (2002)
- Rimôto (2002)
- Kanojo ga shinjatta. (2004)
- Matthew's Best Hit TV (2004)
- Minami kun no koibito (2004)
- Xmas nante daikirai (2004)
- Fugô keiji – serie TV, 10 episodi (2005)
- Shiawase ni naritai! (2005)
- Akai kiseki (2006)
- Fugô keiji deluxe – serie TV, 10 episodi (2006)
- Yama onna kabe onna – serie TV, 12 episodi (2007)
- Garireo – serie TV, episodi 1x7 (2007)
- Mirai kôshi Meguru – serie TV, 10 episodi (2008)
- Gakko ja oshierarenai! – serie TV, 10 episodi (2008)
- Tenchijin – serie TV, episodi 1x1-1x6 (2009)
- Kurobe no Taiyou (2009)
- Kareinaru supai (2009)
- Massuguna otoko – serie TV, 10 episodi (2010)
- Natsu no koi wa nijiiro ni kagayaku (2010)
- Sekando bâjin – serie TV, episodi 1x1 (2010)
- Genya – serie TV, episodi 1x1 (2010)
- Sengyô shufu tantei: watashi wa shadow – serie TV, 9 episodi (2011)
- Taira no Kiyomori – serie TV, episodi 1x1 (2012)
- Tokyo Airport ~Tôkyô Kûkô Kansei Hoanbu~ – serie TV, 10 episodi (2012)
- Namonaki Doku – serie TV, 5 episodi (2013)
- Sairento pua – serie TV, 9 episodi (2014)
- Onna wa sore wo yurusanai – serie TV, 10 episodi (2014)
- Second Love – serie TV, 7 episodi (2015)
- Damena Watashi ni Koishite Kudasai – serie TV, 10 episodi (2016)
- Gekokujô Juken – serie TV, 10 episodi (2017)
- Hello Harinezumi – serie TV, 10 episodi (2017)
- Tonari no kazoku wa aoku mieru (2018)
- Lupin no musume – serie TV, 18 episodi (2019-2020)

## Discografia
- 1999 - Dear...
- 2000 - moon
- 2001 - Universe
- 2002 - Flow ~Kyoko Fukada Remixes~